# Fred House
Pour les articles homonymes, voir House.
Fred House, né le 4 janvier 1978 à Valdosta (Géorgie), est un joueur de basket-ball américain.

## Biographie
À sa sortie de l'université du sud de l'Utah (en), il n'est pas repêché en NBA et rejoint la NBA Development League pour la première saison d'existence de cette ligue. Il est nommé Rookie de l'année et participe aux Finales NBADL. Il commence sa carrière européenne la saison suivante, intégrant les rangs du KK Partizan Belgrade durant deux saisons. Il rejoint ensuite les rangs du club lituanien du Lietuvos rytas jusqu'en 2006. Il signe pour la saison 2006-2007 avec le club espagnol du Tau Vitoria avec qui il participe au Final Four de l'Euroligue. House reste en Espagne en 2007-2008, dans l'équipe du Pamesa Valencia. Il signe un contrat pour la saison 2008-2009 avec l'équipe russe de Lokomotiv Rostov-sur-le-Don.